# 沃森冰原島峰
67°58′S 62°45′E / 67.967°S 62.750°E
沃森冰原島峰（英語：Watson Nunatak）是南極洲的冰原島峰，位於麥克羅伯特森地，處於普賴斯冰原島峰和范哈爾森冰原島峰之間，屬於弗拉姆山脈中特里林峰的一部分，挪威製圖師根據該國探險隊拍攝的空中照片繪入地圖，現時由南極條約體系管理。